# Alexei Konstantinowitsch Puschkow

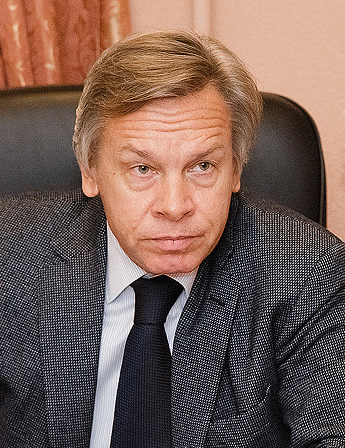
Puschkow im Februar 2014

Alexei Konstantinowitsch Puschkow (russisch Алексей Константинович Пушков, wiss. Transliteration Aleksej Konstantinovič Puškov; * 10. August 1954 in Peking, Volksrepublik China) ist ein russischer Außenpolitiker und Vorsitzender des Auswärtigen Ausschusses der Staatsduma. Puschkow ist ferner Leiter der russischen PACE-Delegation. Er ist auch Redaktionsleiter und Moderator des wöchentlichen, im regierungstreuen Sender TWZ gesendeten, Politmagazins Postskriptum.
Puschkow ist promovierter Politologe und Direktor des Instituts für aktuelle internationale Probleme an der Diplomatischen Akademie des russischen Außenministeriums.
Ende Februar 2022 wurde Puschkow von der EU auf eine Sanktionsliste gesetzt.

## Positionen
Zwischen 1993 und 2000 war Puschkow Mitglied des Redaktionsausschusses der US-amerikanischen Zeitschrift Foreign Policy, die von Carnegie Endowment for International Peace herausgegeben wurde.
Von 2004 bis 2016 war er Mitglied des Menschenrechtsrats beim russischen Präsidenten.
Puschkow ist für seine scharfe und oft polemische Kritik an der europäischen und US-amerikanischen Politik bekannt.
So äußerte er sich Mitte Juni 2013 zu dem Entschluss des US-Präsidenten, Waffen an die syrische Opposition zu liefern, die Angaben über die Anwendung chemischer Waffen durch das Regime von Assad seien dort fabriziert worden, wo die Lüge über die Massenvernichtungswaffen im Irak herbeigeredet (russisch тиражироваться) worden sei. In diesem Zusammenhang führte Puschkow auch aus, Obama gehe den Weg Bushs. Puschkow gehört zum Herausgebergremium der Zeitschrift The National Interest und ist ein Truther.